# بو أورلاندو
بو أورلاندو (بالإنجليزية: Bo Orlando)‏ هو لاعب كرة قدم أمريكية أمريكي، ولد في 3 أبريل 1966 في بيرويك في الولايات المتحدة.

## روابط خارجية
- بو أورلاندو على موقع مرجع كرة القدم المحترفة.كوم (الإنجليزية)